# Небојша Крстић
Небојша Крстић (Београд, 9. јул 1957) је српска медијска личност, политички коментатор, члан Управног одбора Радио телевизије Србије и некадашњи музичар рок групе ВИС Идоли.
Од 2004. до 2012. године је био саветник председника Републике Србије Бориса Тадића за питање медија. Тренутно подржава политику Српске напредне странке.

## Образовање и медицинска каријера
Након завршене Прве београдске гимназије, студирао је и дипломирао на Медицинском факултету Универзитета у Београду. По завршетку студија, запослио се као лекар у Комижи на острву Вис. Касније је радио као лекар у хотелу Хајат у Београду.
Војни рок у Југословенској народној армији је служио у граду Чрномељ у Словенији, 1977. године. У време НАТО агресије на СР Југославију 1999. године, Крстић је био лекар при Првом оклопном батаљону Војске Југославије, од 2. априла до 21. јуна 1999. године.

## Музичка каријера
Писао је књижевне и музичке критике за Омладинске новине и лист Џубокс, а своју поезију је објављивао у часопису Полет.

### ВИС Дечаци
Крајем 1979. године, Крстић је заједно са колегом са факултета Срђаном Шапером и његовим пријатељем из средње школе Владом Дивљаном, основао музичку групу Дечаци. Шапер је свирао гитару, а Крстић и Дивљан бубњеве. Њихове фотографије су се тада појавиле у омладинском часопису "Видици".
Од фебруара 1980. године, имали су пробе у Дивљановој згради. Ту је становао и његов друг из основне школе Зденко Колар, који се убрзо придружио групи. Касније је дошао и Божа Јовановић. Због већег броја бубњара, Крстић и Шапер су се посветили само писању текстова.

#### Маргита је дечак
У овом периоду, између 1979. и почетка 1980. године, на зиду дворишта зграде у којој је одрастала и живела Маргита Маги Стефановић у Смиљанићевој улици бр. 4 код Славије, Крстић је аутолаком написао "Маргита је дечак". Ово је био један од првих београдских графита, који је Крстић посветио својој пријатељици, тада перспективној младој клавијатуристкињи и студенткињи Архитектонског факултета Универзитета у Београду, а касније чланици рок групе Екатарина Велика.

### ВИС Идоли
ВИС Дечаци је 1. марта 1980. године, променио име у Вокално-инструментални састав (ВИС) Идоли. Њихова прва песма коју су увежбали на тој проби, била је „Ретко те виђам са девојкама“. Други сингл „Маљчики“ се појавио 1981. године у издању Југотона, најстарије и највеће дискографске куће у Југославији. На омладинском фестивалу су наступили са чувеном песмом „Зашто су девојке љуте“.
Због текстова који су били инспирисани критиком социјалистичког реализма, имали су проблема. На интервенцију амбасаде Совјетског Савеза у Београду, забрањено је емитовање спота за песму „Маљчики“ на националним телевизијама у Југославији.
Одбрана и последњи дани, први студијски албум Идола из 1982. године, назван по мотивима романа академика Борислава Пекића, критичари су прогласили за најбољи албум југословенског рока у 20. веку.

### Након Идола
Идоли су престали да постоје у марту 1984. године, након наступа у Љубљани. Последњи албум "Шест дана јуна" је објављен 1985. године, иако група тада није постојала.
Крстић је 1985. године играо главну улогу у филму Динка Туцаковића "Шест дана јуна", по сценарију Небојше Пајкића, а остале улоге су тумачили Младен Нелевић, Душан Јанићијевић, Оливера Марковић, Горица Поповић, Данило Лазовић, Ирфан Менсур, Столе Аранђеловић, Бата Живојиновић...
Шапер и Крстић су након Идола, писали музику за Биљану Биљу Крстић. Њих двојица су 1987. године, снимили и албум Последња младост у Југославији у издању Југотона.

### Добровољно певачко друштво
Шапер, Крстић и Зоран Кики Лесендрић, фронтмен групе Пилоти, основали су 1995. године супергрупу Добровољно певачко друштво. Крстић је био вокал и свирао је бубњеве. Пратећи вокали првог албума биле су Александра и Кристина Ковач.
Током 1996. године, требало је да изађе други албум, али се то није догодило. Шапер и Крстић су се посветили медијима и односима са јавношћу.

## Бизнис
Крстић је основао две медијске фирме: "Nova Communications" и "Nova PR".

## Политички рад

### Саветник председника Републике Србије
У Демократску странку се учланио 1992. године. Уочи председничких избора 2004. године, био је креативни директор кампање ДС-а задужен за медијску презентацију Бориса Тадића, њеног лидера и кандидата за председника Републике.
Након Тадићеве победе, Крстић је у новембру 2004. године постао саветник председника Републике Србије за медије. На том положају је остао до краја другог Тадићевог председничког мандата, односно до маја 2012. године.

### Управни одбор РТС-а
Центар за друштвена истраживања га је 27. септембра 2016. године, предложио за члана Управног одбора Радио телевизије Србије. У новембру 2017. године, изабран је за члана Управног одбора РТС-а.

### Ставови
Крстић тренутно подржава политику Српске напредне странке и Александра Вучића.
Подржава легализацију истополних бракова у Србији, а учествује и на Парадама поноса.

## Приватан живот
Ожењен је Невеном Крстић, замеником директора Клинике за физикалну медицину и рехабилитацију Клиничког центра Србије. Имају сина Димитрија који је крштен у манастиру Ваведења Пресвете Богородице у Београду.